# Новоалександровка (Долинская городская община)
Новоалекса́ндровка (укр. Новоолександрівка) — село в Долинской городской общине Кропивницкого района Кировоградской области Украины.
До 2020 года входило в состав Долинского района
Население по переписи 2001 года составляло 341 человек. Почтовый индекс — 28533. Телефонный код — 5234. Код КОАТУУ — 3521985601.